# Everyday (canción de Ariana Grande)
«Everyday» es una canción interpretada por la cantante y compositora estadounidense Ariana Grande en colaboración con el rapero estadounidense Future. Fue lanzada el 10 de diciembre de 2016 por el sello discográfico Republic Records como el cuarto sencillo de su tercer álbum de estudio, Dangerous Woman (2016). Líricamente, la canción trata sobre la adicción al cariño de una pareja, la pasión y el sexo.[cita requerida] La canción fue producida por Ilya Salmanzadeh y escrita por Savan Kotecha, Grande y Future.

## Antecedentes y lanzamiento
En una entrevista con la BBC Radio 1Xtra, Grande reveló cuatro colaboraciones que estarían en su próximo álbum de estudio. La canción con Future, fue una de las canciones que ella mencionó. El 10 de abril de 2016, la lista de canciones de Dangerous Woman se actualizó en la plataforma de iTunes con cinco temas. El 16 de abril de 2016, Grande reveló la lista completa de canciones para el álbum, entre ellas 
«Everyday».

## Vídeo musical
Después de la publicación de la canción, el 10 de enero de 2017 se dio a conocer que el sencillo contaría con un vídeo musical dirigido por Chris Marrs Piliero, quien anteriormente había dirigido otros vídeos de la cantante como Break Free  y Santa Tell Me. 
El 30 de enero de 2017, la cantante colgó en un canal promocional el lyric video, una versión del videoclip con la letra de la canción en subtítulos.
El 23 de febrero de 2017, se anunció en Instagram con un gif animado el próximo estreno del vídeo de su sencillo, que estuvo disponible el 26 de febrero a través de YouTube.

### Sinopsis
El videoclip transcurre en una calle de la ciudad de Los Ángeles, (California) y en varios interiores, como una lavandería, un edificio de oficinas o un autobús. En dicho video musical aparecen relaciones afectivas, y sexuales entre personas de distintas razas, y orientaciones sexuales, como reivindicación de una sociedad sin discriminaciones. El video cuenta con la interpretación vocal del rapero Future. Billboard lo calificó como "fresco, original e interesante".

## Presentaciones en vivo
Grande presentó por primera vez «Everyday» como parte de su nuevo álbum en Vevo en la ciudad de Nueva York. La canción también fue incluida en el setlist para la gira de Grande Dangerous Woman Tour 2017, también fue presentada en el iHeartRadio Music Festival 2016.

## Posicionamiento en listas
| Lista (2016–2017)                      | Mejor posición |
| -------------------------------------- | -------------- |
| Australia (ARIA)                       | 96             |
| Bélgica (Valonia) (Ultratop 50)        | 38             |
| Canadá (Canadian Hot 100)              | 54             |
| República Checa (Rádio Top 100)        | 70             |
| Irlanda (IRMA)                         | 88             |
| Nueva Zelanda Heatseekers (RMNZ)       | 3              |
| Portugal (AFP)                         | 74             |
| Escocia (Scottish Singles Sales Chart) | 72             |
| Estados Unidos (Billboard Hot 100)     | 55             |
| Estados Unidos (Mainstream Top 40)     | 18             |
| Estados Unidos Rhythmic (Billboard)    | 13             |
| Eslovaquia (Singles Digitál Top 100)   | 65             |
| Reino Unido (Official Charts Company)  | 131            |
| Reino Unido (R&B Singles Chart)        | 36             |

## Certificaciones
| País           | Organismo certificador | Certificación | Unidades certificadas / Ventas | Ref. |
| -------------- | ---------------------- | ------------- | ------------------------------ | ---- |
| Australia      | ARIA                   | —             | 5 000                          |      |
| Brasil         | ABPD                   | 2x Platino    | 80 000                         |      |
| Canadá         | MC                     | Platino       | 80 000                         |      |
| Estados Unidos | RIAA                   | Platino       | 1 000 000                      |      |
| Reino Unido    | BPI                    | Plata         | 200 000                        |      |